# La sfida (film 2023)
La sfida (Vyzov) è un film del 2023 diretto da Klim Šipenko.

## Trama
Un cosmonauta perde conoscenza mentre si trova a bordo della Stazione Spaziale Internazionale. I medici decidono che sarà necessario eseguire un intervento chirurgico ai polmoni nello spazio.

## Produzione
Il film è stato parzialmente girato nello spazio sulla ISS.

## Distribuzione
Il lungometraggio è stato distribuito in Russia dal 20 aprile 2023.